# Буа-Гійом-Біорель
Буа́-Гійо́м-Біоре́ль, Буа-Ґійом-Біорель (фр. Bois-Guillaume-Bihorel) — колишній муніципалітет у Франції, у регіоні Нормандія, департамент Приморська Сена. Населення — 21 107 осіб (2011). Утворений 1 січня 2012 року шляхом об'єднання муніципалітетів Буа-Гійом та Біорель, але 31 грудня 2013 року муніципалітети знову розділилися.
Муніципалітет розташований на відстані близько 115 км на північний захід від Парижа, 2 км на північ від Руана.

## Історія
До 2015 року муніципалітет перебував у складі регіону Верхня Нормандія. Від 1 січня 2016 року належить до нового об'єднаного регіону Нормандія.

## Демографія
До 2006 року дані стосуються тільки муніципалітету Буа-Гійом. Динаміка населення (Ehess і INSEE ):

## Економіка
2010 року серед 12 931 особи працездатного віку (15—64 років) 9223 були активними, 3708 — неактивними (показник активності 71,3%, у 1999 році було 68,5%). З 9223 активних мешканців працювало 8536 осіб (4202 чоловіки та 4334 жінки), безробітними було 687 (358 чоловіків та 329 жінок). Серед 3708 неактивних 1618 осіб було учнями чи студентами, 1229 — пенсіонерами, 861 була неактивною з інших причин.

У 2010 році в муніципалітеті числилось 5364 оподатковані домогосподарства, у яких проживали 12637,5 особи, медіана доходів виносила 29 465 євро на одного особоспоживача